# Villa Cardeto
Die Villa Cardeto ist ein Gebäude in der Nähe der Stadt Anghiari in der Provinz Arezzo. Sie befindet sich auf einem Hügel von 297 m Höhe.
Die Ursprünge der Villa gehen auf das 15. Jahrhundert zurück; damals befand sich in einem kleinen Gebäude ein „Eremo“, eine Einsiedelei, in der einige Laienbrüder ein klosterähnliches Zusammenleben pflegten.
Aufgrund seiner beherrschenden Hügellage, die eine hervorragende Weitsicht über das umliegende Tal der Sovara ermöglichte, wurde Cardeto im 16. Jahrhundert zu einem Vorwerk des benachbarten Castello di Scoiano. Aus dieser Zeit stammt der Turm der jetzigen Villa. In der Folgezeit wurden die Gebäude ständig erweitert. 
Im 18. Jahrhundert betrieb man in dem Gebäudekomplex eine Wollkämmerei, die dem Anwesen seinen heutigen Namen gab. Das Kämmen der Wolle erfolgte damals durch rotierende Holzrollen, an denen Karden (cardo) befestigt waren. Seit dieser Zeit wurde das Haus als „Villa Cardeto“ bezeichnet.
Ihre jetzige Form erhielt die Villa durch umfangreiche Renovierungsarbeiten in den Jahren von 1975 bis 1985 durch den Industriellen Prof. Bruno Mangoni aus Anghiari. 1992 wurde die Villa von dem deutschen Ehepaar Brigitta und Thomas Kudlazek erworben, die das Anwesen stilgerecht restaurierten und es um weiträumige Gartenanlagen erweiterten.
Heute, nach dem Erwerb durch das Schweizer Ehepaar Ilona und Rolf Weber, wird die Villa Cardeto als Bed and Breakfast betrieben und weist einen großen Pool auf.